# Jaime Almera Comas

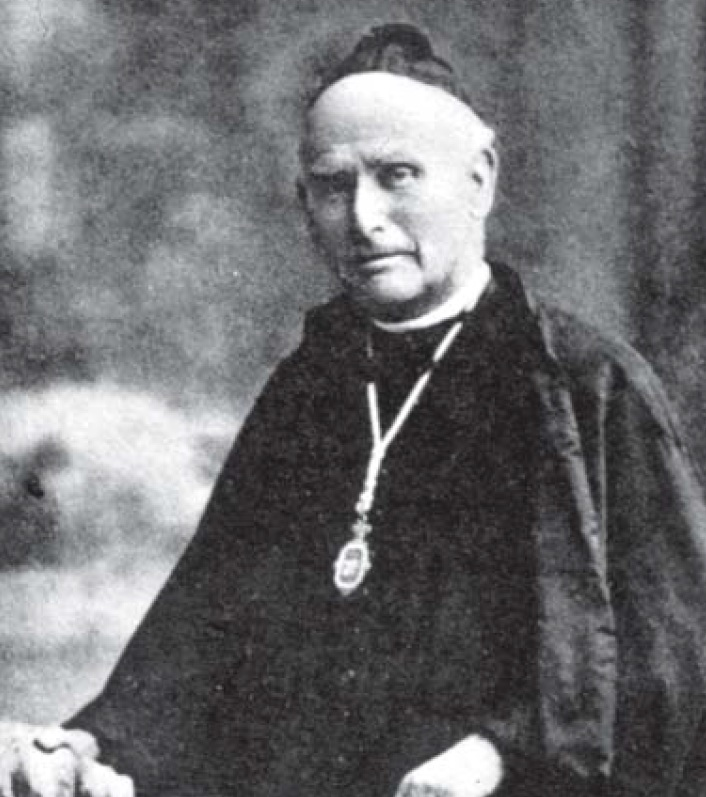
Jaime Almera Comas

Jaime Almera Comas, auch Jaume Almera i Comas (* 5. Mai 1845 in Vilassar de Mar; † 15. Februar 1919 in Barcelona) war ein katalanischer Geologe, Paläontologe und Theologe. Er ist Gründer des Museo Geológico del Seminario de Barcelona.

## Leben
Comas studierte Theologie und Naturwissenschaften in Barcelona. 1867 erhielt er seinen Bachelor-Abschluss der Künste und 1869 erhielt er seinen Bachelor-Abschluss in Naturwissenschaften und 1871 sein Lizenziat in Naturwissenschaften in Barcelona und 1874 wurde er an der Universität Madrid promoviert. Er studierte auch Theologie, wurde 1871 ordiniert und 1885 Kanoniker und 1912 Diakon an der Kathedrale von Barcelona. Außerdem war er seit 1871 Professor für Naturgeschichte und Geologie am Seminari Conciliar de Barcelona.
Er war Mitglied der französischen geologischen Gesellschaft (1878), der königlich katalanischen Akademie der Wissenschaften und Künste (und 1907/08 deren Präsident) und der Akademie der Wissenschaften von Aragonien. 1874 gründete er das Museum für Geologie und Paläontologie in Barcelona. 1895 wurde er Mitglied der Päpstlichen Akademie der Wissenschaften.
Er befasste sich mit Wirbellosen-Paläontologie und veröffentlichte 1891 eine geologische Karte der Provinz Barcelona im Maßstab 1:40.000 (eine Karte im Maßstab 1:100.000 veröffentlichte er schon 1887). Auf dem Geologenkongress in London stellte er einen Katalog von katalanischen fossilen Mollusken vor (600 Arten) und veröffentlichte mit Arturo Bofill y Poch 1892 einen Katalog fossiler tertiärer Mollusken aus Katalonien. Auf dem Geologenkongress in Zürich trug er 1894 über Graptolithen aus Katalonien vor.
Ein geologisches Institut des Consejo Superior de Investigaciones Científicas (CSIC) in Barcelona wurde 1965 nach ihm benannt (Instituto de Ciencias de la Tierra Jaume Almera). 
Er war mit dem Dichter Jacinto Verdaguer befreundet.
1874 übersetzte er das Chemie-Lehrbuch von Charles Adolphe Wurtz aus dem Französischen.

## Schriften
- Cosmogonía y geología, 1878